# Great Dividing Trail

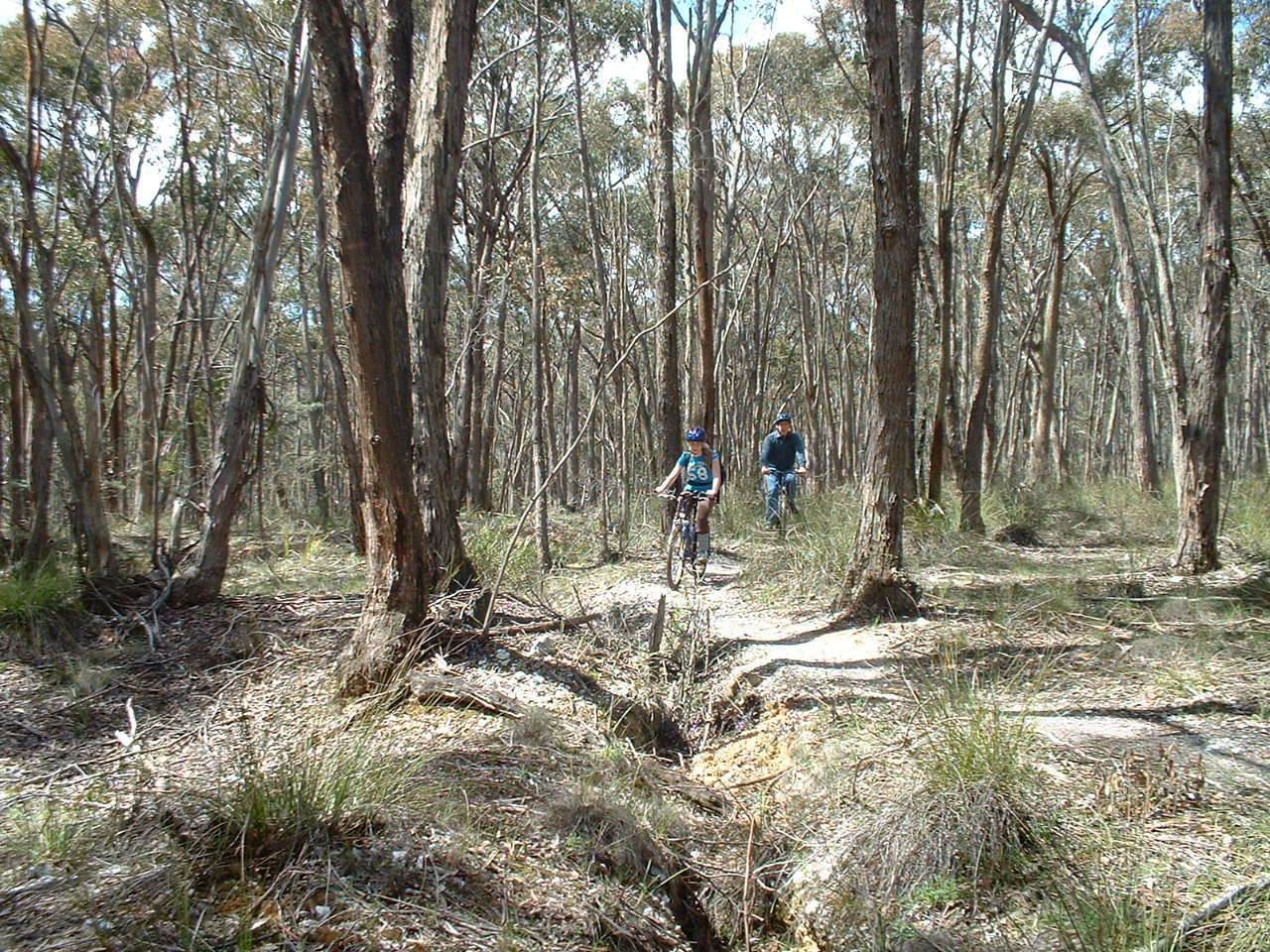
Der Weg führt Mountainbiker durch den Creswik Regional Park

Der Great Dividing Trail ist ein 304 Kilometer langer Weg für Wanderer und Mountainbiker in Australien.
Er führt durch die Great Dividing Range, das größte Gebirge Australiens. Der Wanderweg liegt im Bundesstaat Victoria, nordwestlich von Melbourne und kann seit 2011 auch mit Mountainbikes befahren werden.

## Goldfield Track
Der Great Dividing Trail umfasst auch den historischen Goldfield Tracks mit einer Wegstrecke von 210 Kilometern.
Zum Goldfield Tracks zählen der Eureka Track, ein Teil des Wallaby Track, Dry Diggings Track und Leanganook Track. Der Goldfield Tracks folgt Wegen, die von den Goldgräbern in den 1850er Jahren angelegt wurden, als dort einer der größten Goldräusche der Welt stattfand, der Goldrausch von Bathurst, Bendigo, Ballarat und Mount Alexander.

## Streckenabschnitte des Great Dividing Trail
Die Wanderer und Mountainbiker auf dem Great Dividing Track wandern über Berge und durch Schluchten, Wälder, Parks und Nationalparks und queren Bäche. Der Great Dividing Track besteht aus sechs Streckenabschnitten. Es sind dies der Eureka Track, Wallaby Track, Dry Diggings Track, Leanganook Track, Lerderderg Track und Caspagne Track.
Der Name Eureka Track (43 km) erinnert an die Rebellion der Schafscherer in den 1890er Jahren, die in diesem Gebiet begannen. Aus der Eureka-Rebellion entstand anschließend die Schafscherer-Gewerkschaft. Streikteilnehmer waren auch Gründer der Australian Labor Party und Gründungsmitglieder des Commonwealth of Australia im Jahr 1901. Der Eureka Track bildet einen Teil des Wallaby Track. Dieser Weg führt von Buninyong nach Creswick.
Der Wallaby Track (52 km + Eureka Treck) führt von Buninyong, Ballarat, Creswick nach Daylesford. Er ist nach den schwarzen Wallabys benannt, die in diesem Gebiet leben.
Der Dry Diggings Track (58 km) führt von Daylesford nach Castlemain. Dieser Weg verbindet die beiden historischen Goldgräberstädte.
Der Leanganook Track (61 km) führt von Castlemaine nach Bendigo.
Der Lerderderg Track (90 km) führt von Daylesford und Blackwood nach Bacchus Marsh.
Der Caspagne Trail ist ein 40 Kilometer langer Weg werden, der noch nicht für Mountainbiker ausgebaut ist. Er führt von Blackwood nach Firth Park.

## Sonstiges
Die Wegabschnitte können auf beliebigen Teilabschnitten begangen werden. Sie führen nicht durch menschenleere Gebiete, sondern entlang der Wege befinden sich Siedlungen.
Alle Wege wurden von der Great Dividing Trail Association geplant und angelegt, eine Non-Profit-Organisation.